# Fraulautern

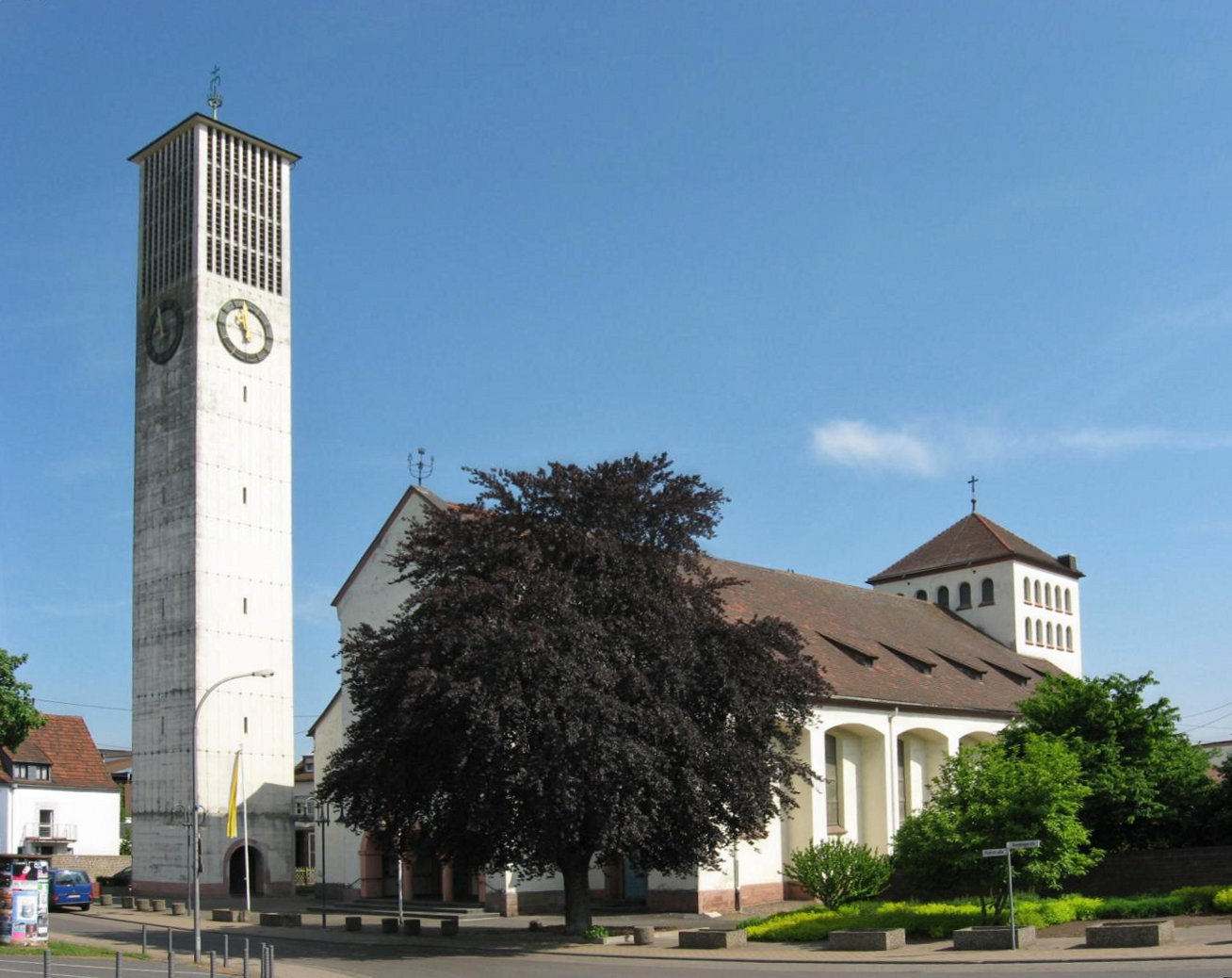
Katholische Dreifaltigkeitskirche

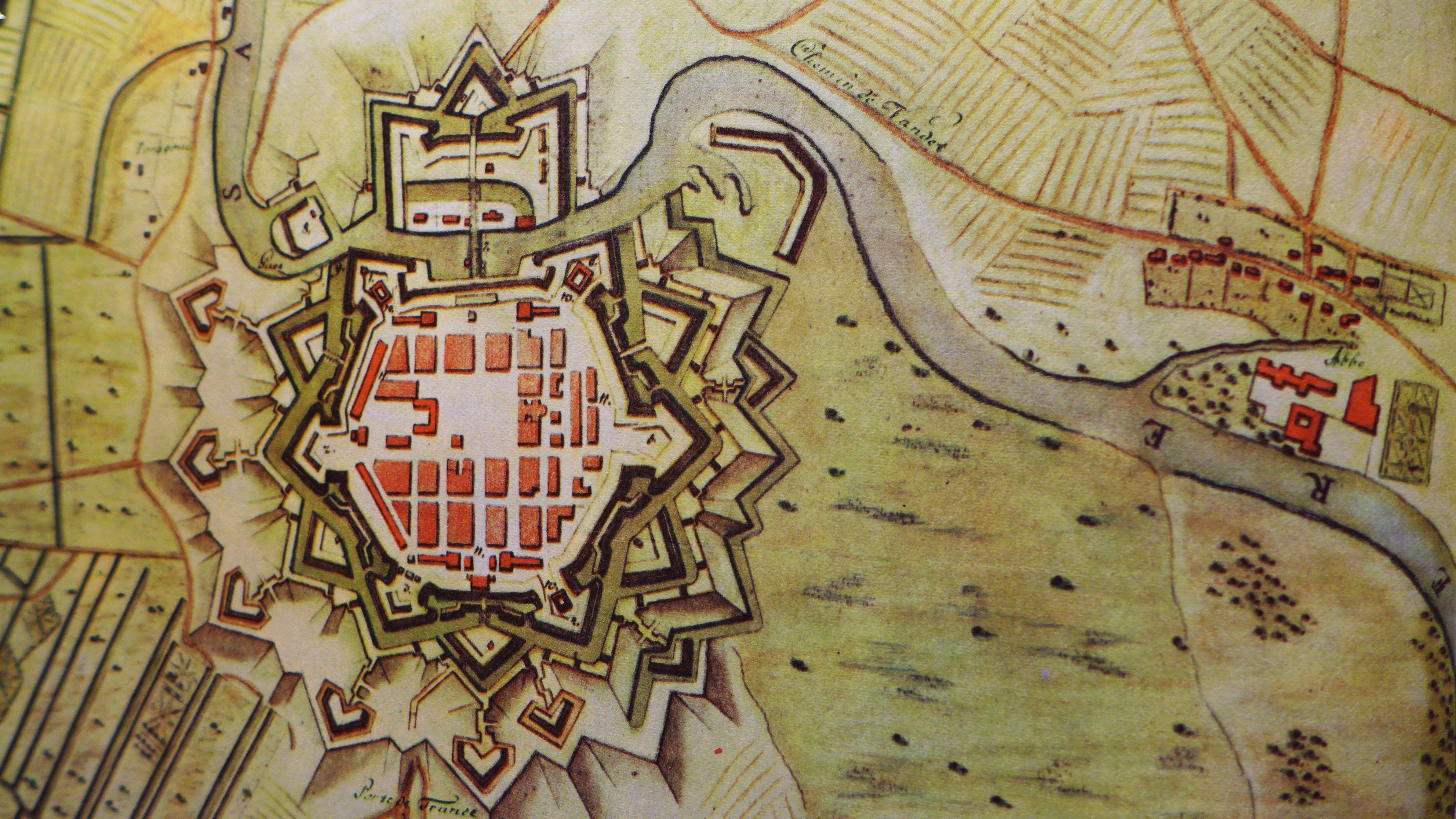
Historische Lage der Abtei und des Dorfes Fraulautern am Flandernweg auf dem „Plan de Sarlouis et de la Situation“, Karte um 1740 mit der städtischen Befestigungsanlage; im Osten das Dorf Fraulautern mit seiner Abtei am Ufer der Saar (Stadtarchiv Saarlouis)

Fraulautern ist ein Stadtteil der Kreisstadt Saarlouis im Saarland mit etwa 7000 Einwohnern. 1936 wurde das Dorf Fraulautern in die Stadt, die damals Saarlautern hieß, eingemeindet.

## Lage
Während Saarlouis selbst links der Saar liegt, befindet sich der Stadtteil Fraulautern (ebenso wie die Stadtteile Roden und Steinrausch) auf der rechten Saarseite. Der Ort umfasste zur Zeit der Abtei Fraulautern sowie später, als Bürgermeisterei, zahlreiche Gebiete heute meist selbstständiger Gemeinden.
Heute grenzt Fraulautern links der Saar an die Saarlouiser Stadtteile Saarlouis-Innenstadt und Lisdorf, im Norden an Roden und Steinrausch, östlich an die Gemeinde Saarwellingen und den Schwalbacher Ortsteil Hülzweiler, im Süden an das ehemalige Kohlebergwerk Duhamel der Gemeinde Ensdorf.

## Geschichte
Bei Ausgrabungen in Fraulautern gefundene Grabbeigaben belegen eine Besiedelung bereits in der späten Hallstattzeit. Die schriftliche Überlieferung für den Ort Fraulautern („Lutrea Wilre“) setzt mit einer Urkunde des Trierer Erzbischofs Ruotbertus (931–956) ein. Der Ort war zur Prozession nach Mettlach verpflichtet, die auf Erzbischof Ruotbert von Trier zurückgeht. Seit Mitte des 12. Jahrhunderts ist hier eine Niederlassung regulierter Kanoniker oder Augustinermönche bezeugt, aus der mit dem Einzug eines Frauenkonvents die Abtei Fraulautern hervorging, ein Damenstift adliger Augustinerinnen.
Im Jahr 1129 übergab der Adelige Graf Adalbert, der angeblich auf dem Gut Tiefenbach im Nachbarort Ensdorf residierte, dem Trierer Erzbischof Meginher von Falmagne seine Besitzungen in Fraulautern, damit dieser Mönche aus der Abtei Mettlach veranlasse, im heutigen Ort Fraulautern eine Kirche und ein Kloster zu bauen. Adalbert könnte zum Saarbrücker Grafengeschlecht gehören.
Die Überlieferung erzählt, dass Adalbert auf der Jagd seinen kleinen Sohn verloren habe, der sich in den großen Waldungen der Umgebung verlaufen hatte. Da alles Suchen nach dem vermissten Kind erfolglos blieb, machte der verzweifelte Adalbert das Gelübde, dass er an der Stelle, an der er seinen Sohn lebendig oder tot wieder finden würde, ein Kloster stiften würde. Als man nach zwei Jahren die Leiche des Kindes an der Mündung des Fraulauterner Baches in die Saar fand, erbaute dort der Adelige auf seinem Allod Lutre zur Ehre der Heiligsten Dreifaltigkeit und zur Erinnerung an sein totes Kind eine erste Kapelle, die zur Keimzelle des späteren Klosters Fraulautern wurde. Belegt ist diese Überlieferung in einer Urkunde des Trierer Erzbischofs Hillin von Falmagne aus dem Jahr 1154. Da der Baugrund an der Einmündung des Fraulauterner Bachs in die Saar jedoch ungeeignet war, verlegte man den Ort des Klosters etwas erhöht am Saarufer.
Der Ortsname Fraulautern leitet sich von den Frauen, also den Nonnen des Klosters, ab sowie vermutlich von dem keltischen Wort „Lutra“ für „sumpfiger Bach“. Gemeint wäre hier also eine Ortslage an der Einmündung des Fraulauternerbaches in die Saar.
Das erste Konventssiegel des Klosters trug das Symbol der Heiligen Dreifaltigkeit als Schutzpatron des Klosters. Das Kloster selbst gehörte seit 1581 zum Herzogtum Lothringen, erstritt aber bezüglich seines Besitzes in Schwarzenholz 1765 vor dem Reichskammergericht die Reichsunmittelbarkeit.
1540 wurde die heutige Apollonia-Kapelle als Pfarrkirche von Fraulautern konsekriert. Zur damaligen Zeit existierte zum einen der Ort Lutera, in der Gegend des Alten Klosters, außerdem existierte eine kleine Ansiedlung namens Kirchhofen, etwa dort, wo heute der Ortskern von Fraulautern ist. Den Namen Kirchhofen erhielt der Ortsteil durch den Bau der Apollonia-Kapelle. Mit dieser Ortsbezeichnung war es einfacher, das Fraulautern am Kloster, vom Fraulautern in der Gegend der Kapelle, zu unterscheiden. Die Kapelle wurde mit wachsender Bevölkerungszahl allmählich zu klein. Die 1739 gebaute Klosterkirche übernahm darum 1814 die Funktion als Pfarrkirche. Der Beschluss zum Bau einer neuen Pfarrkirche fiel 1884, die Grundsteinlegung fand 1893 statt, 1895 wurde das gewaltige Bauwerk konsekriert.

Grenzen der Bürgermeisterei Fraulautern 1816–1936, verglichen mit den heutigen Grenzen des Stadtteils

Seit dem Frieden von Rijswijk gehörte Fraulautern de facto und seit dem Vertrag von Paris (1718) de jure zu einer französischen Exklave um die Festungsstadt Saarlouis. Ab 1801 war es dem Kanton Saarlouis im Département Moselle zugeordnet.
Nachdem der Ort unter französischer Verwaltung, 1791 bis 1815, zur Bannmeile Saarlouis gehörte, wurde im Jahr 1816 unter preußischer Verwaltung die Bürgermeisterei Fraulautern gegründet. Der Ort selber zählte zu dieser Zeit 733 Einwohner. Das Gebiet der neugegründeten Stadt umfasste Fraulautern sowie die Gemeinden und Dörfer Roden, Ensdorf, Hülzweiler, Griesborn, Dillingen und Pachten. Erster Bürgermeister des Ortes wurde Jean Wirth. Der erste Bahnhof auf dem Territorium des heutigen Saarlouis wurde im Zuge des Baus der Saarstrecke am 16. Dezember 1858 in Fraulautern eröffnet. Die Verlegung des heutigen Saarlouiser Hauptbahnhofs an den Standort im Stadtteil Roden geschah am 19. Dezember 1912. 1818 legte die Gemeinde erste Baumbepflanzungen an den Verkehrsstraßen an. Im selben Jahr wurde die Klosterkirche der ehemaligen Abtei an die Gemeinde verkauft. Am 5. Februar 1818 fand der Verkauf der Kirche statt, die von nun an als neue Fraulauterner Pfarrkirche genutzt wurde und somit die Apollonia-Kapelle in ihrer Funktion als Pfarrkirche des Ortes ablöste. 1843 wurde eine Blechfabrik in der Nähe des alten Klosters gegründet, genannt Eisenwerk Fraulautern. Diese Fabrik produziert noch heute unter dem Namen Nedschroef.
Ende des 19. Jahrhunderts wurde nun auch die Klosterkirche als Pfarrkirche für Fraulautern zu klein. Außerdem fanden sich größere Mängel am in die Jahre gekommenen Gebäude, sodass die baufällige Klosterkirche am 21. Februar 1897 abgerissen werden musste. Der Beschluss zum Bau einer neuen Pfarrkirche, am Marktplatz in Fraulautern, fiel 1884, die Grundsteinlegung fand 1893 statt, 1895 wurde das gewaltige Bauwerk konsekriert. Die Kirche war ein mächtiger, neugotischer Bau mit einer Turmhöhe von ungefähr 65 Metern.
Als sich der damalige Bürgermeister Theodor Warlimont in der Sitzung vom 15. Februar 1896 gegen den einstimmigen Beschluss der Gemeinderäte von Dillingen und Pachten über eine Teilung der Bürgermeisterei aussprach, wurde dieser kurzerhand pensioniert. Folglich wurde der Beschluss durchgesetzt und Dillingen sowie Pachten schieden aus der Bürgermeisterei Fraulautern aus. Zehn Jahre später, 1907, folgte Roden. Während sich die Stadt Dillingen (mit Pachten) gründete, wurde Roden, als erster Ort überhaupt, Stadtteil von Saarlouis.
Nach dem Anschluss des Saargebiets an das nationalsozialistische Deutsche Reich 1935 wurde die Bürgermeisterei im Jahr 1936 aufgelöst und Fraulautern am 1. April 1936 in die Stadt Saarlautern, die seit 1945 wieder Saarlouis heißt, eingemeindet.
1939 lebten in Fraulautern 8918 Einwohner. Am 1. September, dem deutschen Überfall auf Polen, wurde die Bevölkerung aufgrund der Nähe zu Frankreich sicherheitshalber evakuiert.
Am 1. Dezember 1944 zerstörten Luftangriffe große Teile Fraulauterns, darunter auch die 1895 fertiggestellte Pfarrkirche und große Teile der Apollonia-Kapelle. Der Ort wurde im Krieg schwer getroffen, da sich zahlreiche Bunkeranlagen des Westwalls dort befanden. Diese Bunkeranlagen sind zum größten Teil heute noch erhalten. Zudem unterlief den alliierten Bombern ein Fehler, indem sie beim nächtlichen Angriff am 1. Dezember 1944 die Lichter von Fraulautern mit denen der Dillinger Stahlhütte verwechselten. Schon zwei Jahre zuvor, am 2. September 1942, starben bei einem alliierten Luftangriff 30 Menschen.
Nach dem Krieg blieb Fraulautern Stadtteil der Kreisstadt Saarlouis.
Das heutige Gotteshaus im Ortskern, die Kirche Hl. Dreifaltigkeit, wurde am 16. November 1960 von Weihbischof Bernhard Stein konsekriert. Der Grundstein wurde 1949 gelegt, dort, wo zuvor die im Krieg zerstörte Pfarrkirche stand. Nach der noch heute erhaltenen Apollonia-Kapelle, der 1897 abgerissenen Klosterkirche und der 1944 zerstörten Dreifaltigkeitskirche, hatte Fraulautern nun seine vierte Pfarrkirche. Als in der Nachkriegszeit die Siedlung Kreuzberg entstand, baute man dort eine weitere Pfarrkirche, St. Josef. Von 1953 bis 1960 wurden in der Saarlouiser Glockengießerei im Ölwerkweg, die 1953 von Karl (III) Otto von der Glockengießerei Otto aus Bremen-Hemelingen und dem Geislauterner Alois Riewer gegründet worden war, über die Hälfte aller nach dem Krieg neu gegossenen Kirchenglocken des Saarlandes gegossen. Hier wurden auch die Glocken für die Dreifaltigkeitskirche und die Apolloniakapelle gegossen.
Der letzte größere Gebietsverlust Fraulauterns war die Gründung des auf dem Reißbrett entworfenen, neuen Stadtteils Steinrausch im Jahr 1972. Hierfür wurde die Fläche von Fraulautern und Roden verkleinert.
Von 1989 bis 1992 wurde an Stelle des alten Vereinshauses (Weinhaus Arns) das neue Vereinshaus errichtet. Der moderne Bau wurde über die Jahre ein gefragter Veranstaltungsort. Der Brunnen mit großem Platz vor dem Gebäude gehört heute zu den Ortskern prägenden Ansichten.
2015 wurde durch die Stadt Saarlouis eine Grenzänderung gemeinsam mit der Nachbargemeinde Ensdorf beschlossen. Insgesamt wurden über 110.000 Quadratmeter Fläche getauscht – rund 62.000 davon erhielt Saarlouis (Fraulautern), ein Teil davon im Bereich der Saar, knapp 50.000 Quadratmeter gingen an Ensdorf. Damit wurden die alten Grenzen aus preußischer Zeit durch eine städtebaulich harmonische Grenze ersetzt und planungsrechtliche Überschneidungen durch die ehemaligen Gemarkungsgrenzen aufgehoben.
Heute grenzt Fraulautern links der Saar an die Saarlouiser Stadtteile Saarlouis-Innenstadt und Lisdorf, im Norden an Roden und Steinrausch, östlich an die Gemeinde Saarwellingen und den Schwalbacher Ortsteil Hülzweiler, im Süden an die Gemeinde Ensdorf.

### Ortsnamen

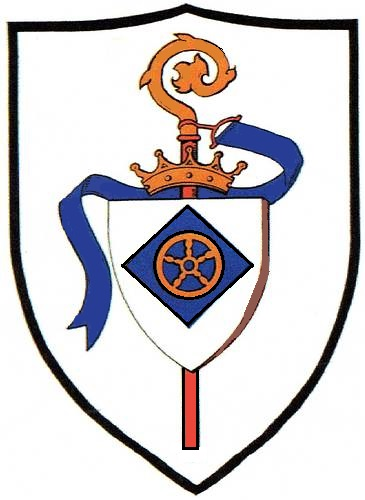
Das Wappen von Fraulautern, es wurde bereits zur Zeit des Abtei Fraulautern vom damaligen Damenstift verwendet

Im Laufe seiner Geschichte gab es für den Ort Fraulautern zahlreiche Namen:
Zur Zeit der Abtei Fraulautern:
- ca. 900–1250: Lutera, Luthra, Lutrea (zahlreiche Schreibweisen; dt.: „Ort am klaren Wasser“)
- 1250–1280: Lutres sur Saires (dt.: „Lautern an der Saar“)
- 1280–1791: Vrowenlutren (Vrowen = „Frauen“, Bezug auf die Nonnen der Abtei Fraulautern)

Zur Zeit der französischen Revolution (1790–1806) und des napoleonischen Kaiserreichs (1806–1815):
- 1791–1815: Loutre ou Frauloutern, der Ort zählt zur Bannmeile Saarlouis bzw. zum 2. Kanton Sarre-Libre

In „preußischer“ Zeit:
- 1816–1936: Als eigenständige Gemeinde war Fraulautern Sitz einer Bürgermeisterei (Preußen), zu der die Gemeinden Fraulautern, Roden, Ensdorf, Hülzweiler, Griesborn, Dillingen und Pachten gehörten.

Als Stadtteil von Saarlouis:
- 1936–1945: Saarlautern 3  (der Ort wird dritter Stadtteil von Saarlouis, dient als Namenspate: Umbenennung von Saarlouis, Gründung der Kreisstadt Saarlautern.)
- 1945–1949: Saarlouis 3
- seit 1949: Stadtteil Fraulautern bzw. Saarlouis Fraulautern

## Sprache
Die in Fraulautern gesprochene Mundart gehört zu den moselfränkischen, saarländischen Dialekten.

## Kultur und Sehenswürdigkeiten

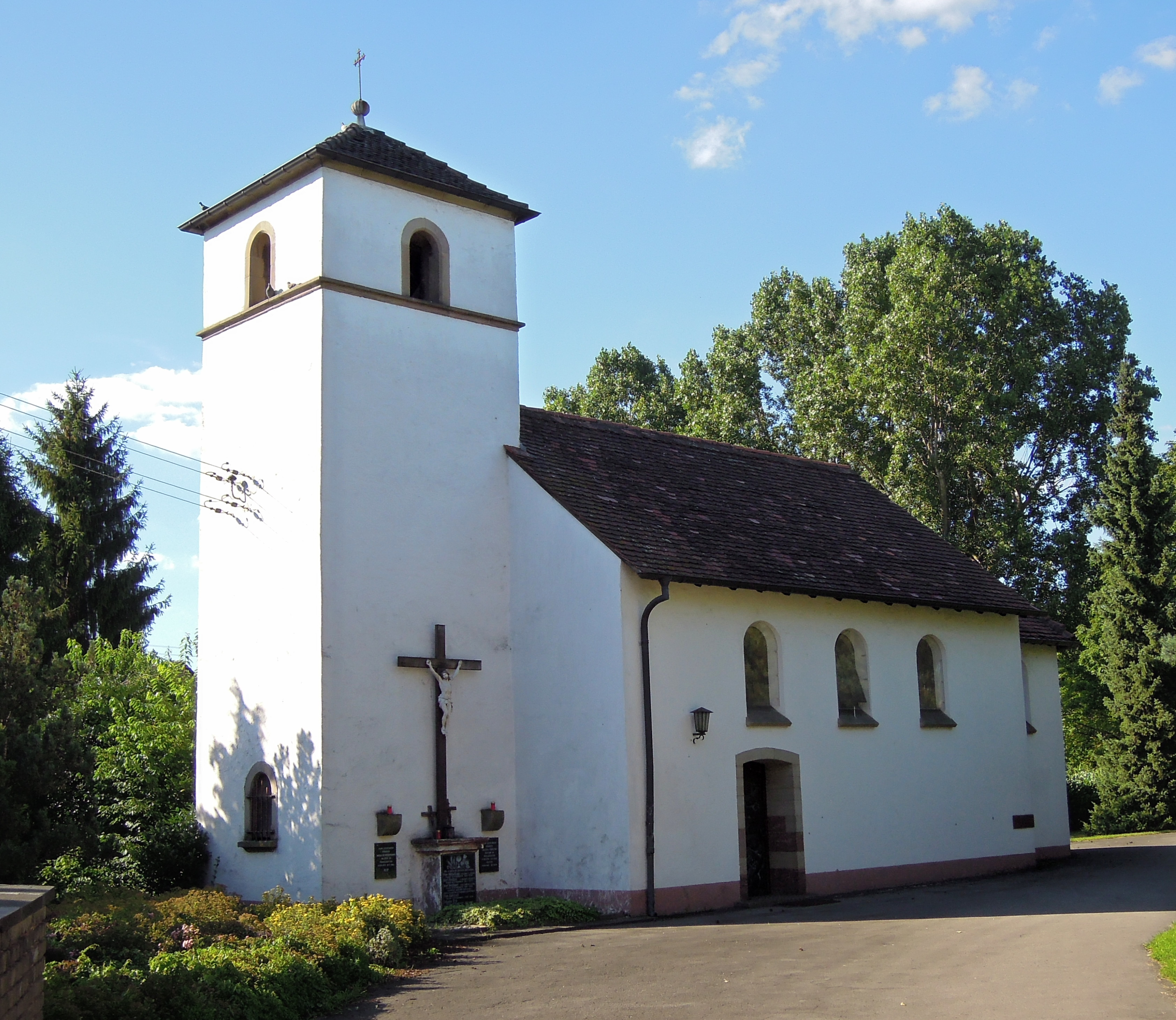
Apolloniakapelle

### Musik und Theater
Das kulturelle Angebot ist umfangreich. So existieren beispielsweise mehrere über die Stadtgrenzen bekannte Chöre und Orchester sowie eine Theatergruppe.
Das 1989 bis 1992 erbaute Vereinshaus Fraulautern ist ein gefragter Ort für Konzerte und Veranstaltungen.

### Bauwerke
Die katholische Pfarrkirche Hl. Dreifaltigkeit mit ihrem markanten Turm prägt das Ortsbild. 2020 wurde nach jahrelangen Bemühungen die dringend notwendige Sanierung dieses Wahrzeichens beendet. Eine weitere Pfarrkirche befindet sich in der Siedlung Kreuzberg (St. Josef). Pfarrer beider Pfarrgemeinden ist seit dem 1. Juli 2011 Hans-Kurt Trapp. Die spätgotische Friedhofskapelle St. Apollonia von 1540 (ehemals Pfarrkirche St. Trinitatis) gehört zu den ältesten Gebäuden des Ortes.

### Sportvereine
Es gibt den Sportverein SV 09 Fraulautern mit den Kategorien Fußball und Boxen. Die Fußballabteilung trägt ihre Spiele im Stadion „Großer Sand“ aus, wo neben einem Rasenplatz seit Juni 2011 auch eine Kunstrasenanlage zu finden ist.
Des Weiteren existiert der HSV 1924 Fraulautern, in dem nur Handball gespielt wird.
Der Turnverein 1878 Saarlouis–Fraulautern mit seinen rund 700 Mitgliedern bietet in den Abteilungen Turnen, Leichtathletik, Volleyball, Ski, Fitness, Gesundheitssport und Wandern sowohl Leistungs- wie auch Breitensport an.
Darüber hinaus existiert der Tischtennisclub TTSV Saarlouis-Fraulautern, hervorgegangen aus der Tischtennisabteilung des SV 09. Die erste Damenmannschaft gewann in der Saison 2006/07 die Meisterschaft in der 2. Bundesliga Süd und spielt zurzeit in der Regionalliga.
Die seit 1994 bestehende Tartanbahn nutzen die Leichtathletik-Startgemeinschaft Saarlouis, der auch der SV 09 Saarlouis-Fraulautern und der Turnverein Saarlouis-Fraulautern von 1878 angehören, sowie der LAC Saarlouis.

## Bürgermeister
Die Liste der Bürgermeister Fraulauterns ist lückenlos. Nähere Einzelheiten über Werdegang oder Persönlichkeit sind den Namen angeschlossen.
Das Rathaus war die heutige Grundschule Im Alten Kloster.
- 1816–1818: Jean Wirth

Dieser fungierte zunächst als Oberbürgermeister. Ein Erlass der Regierung in Trier vom 11. Februar 1819 hob diese Ernennung auf mit der Bestimmung, „daß die Benennung Oberbürgermeister nur den Bürgermeistern der Städte, welche einen eigenen Kreis bilden oder denjenigen, welchen von des Königs Majestät dieses Prädikat besonders beigelegt worden ist, zusteht.“
- 1819–1830: Paul Franz Charmoy

Geboren im Jahr 1786 in Saarlouis. Am 17. April 1821 wurde ihm die provisorische Verwaltung der Bürgermeisterei Nalbach übertragen, von wo er am 1. Januar 1830 als Bürgermeister nach Saarlouis kam.
- 1830–1932: Paul Westermann

- 1833–1857: Tellinge

Dieser hatte einen bewegten Weg bis zum Bürgermeister von Fraulautern hinter sich; 1806 ist er Feldpost-Sekretär bei der französischen Armee, 1807 Feldpost-Divisionsdirektor bei der Armee Napoleons, ein hoher Posten, den er bis 1811 bekleidete. 1812 ist er im Forstwesen tätig und wird 1815 durch die Krone Preußens als französischer Staatsbeamter in den preußischen Dienst übernommen. 1818 ist er zunächst Hilfsbau-Condukteur, wird dann ab 1822 mit verschiedenen Aufgaben in den Kreisen Merzig und Saarlouis beauftragt, um 1833 zum Bürgermeister von Fraulautern ernannt zu werden. Als 64-Jähriger tritt er dann in den Ruhestand.
- 1857–1871: Lemoine

Bis zu seiner Ernennung zum Bürgermeister von Fraulautern war dieser in Bernkastel tätig. Vertreten wurde er durch den Beigeordneten Fontaine. Er stirbt 1871 in Fraulautern.
- 1872–1877: Peters

Nach 26 Jahren Dienst in der Armee war er zunächst Bürgermeister in Tawern, anschließend begann er seine Tätigkeit in Fraulautern.
- 1877–1897: Theodor Warlimont

Geboren am 11. Oktober 1843 zu Köln. Jurastudium in Bonn, Heidelberg und Berlin. Teilnehmer an den Feldzügen 1866, 1870/71; Leutnant der Landwehr-Cavallerie, Referendar in Geldern, zunächst als Amtsverwalter, um dann 1879 definitiv zum Bürgermeister von Fraulautern ernannt zu werden. Seine Wohnung bezieht er im ehemaligen Kloster Fraulautern, bestehend aus einem Saal, 7 Zimmer, 2 Küchen, Keller, Speicher und Garten, sowie noch 3 Räume „für Amtslokation“. Als er sich in der Sitzung vom 15. Februar 1896 gegen den einstimmigen Beschluss der Gemeinderäte von Dillingen und Pachten über die Teilung der Bürgermeisterei ausspricht, wird er pensioniert.
- 1898–1909: Vacano

Auch von ihm liegt unter dem Datum vom 22. September 1898 ein Mietvertrag für die Wohnung im Klostergebäude vor. Es ist die gleiche Wohnung, wie sie vorher Bürgermeister Warlimont hatte.
- 1909–1936: Peter Neis

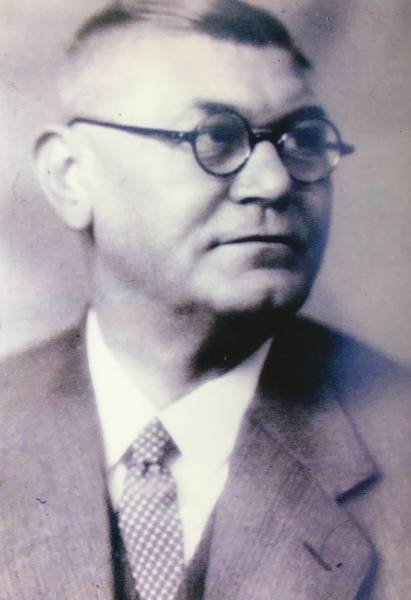
Peter Neis (geboren 1877, gestorben 1937)

Geboren am 27. Juli 1877 in „Furschweiler“. Von 1889 bis 1898 besuchte er das Gymnasium. Er war Volontär in Trier, ab 1902 Supernumerar bei der Regierung in Trier und beim Landrat in Ottweiler und Saarlouis. Ab 1909 war er Bürgermeister in Fraulautern. Bürgermeister Neis kann wohl als der profilierteste Amtsbürgermeister Fraulauterns bezeichnet werden. Sein vielseitiges Können und seine große Verwaltungserfahrung kamen der gerade in den Jahren seiner Amtsübernahme stark aufstrebenden Industriegemeinde zugute: der Bericht über seinen Verwaltungsbezirk von 1935 umfasst bei weitem nicht alles, was ihm Fraulautern zu verdanken hat. Seiner Tatkraft, aber vor allem seinem Weitblick brachten dem Ort einen klangvollen Namen. So entstand hier die erste Asphaltstraße im Saarland, er gab Anstoß zum Bau einer modernen Eisenbahn-Überführung (die heute noch existiert) und seinem sozialen Empfinden verdankte Fraulautern vor dem 1. Weltkrieg eines der ersten Gemeindebäder im Saarland. Gerade diese eindeutige Tätigkeit für das Volkswohl auch im Krieg rettete ihn vor der vorgesehenen Ausweisung durch die Besatzungsbehörde. Nach fast drei Jahrzehnten Amtszeit wurde die Bürgermeisterei 1936 aufgelöst und Fraulautern wurde Teil der Stadt Saarlouis. Ein knappes Jahr danach verstarb Neis mit nur 60 Jahren am 12. Januar 1937. Der Anerkennung durch die Gemeinde, der er so lange gedient hatte, wird man am besten gerecht durch folgenden Auszug aus dem Nachruf, den ihm am 14. Januar 1937 die Saar Zeitung widmete:
„Im Alter von 60 Jahren verschied am Dienstagabend der ehemalige Amtsbürgermeister von Fraulautern, Herr Peter Neis. Beinahe dreißig Jahre führte der nunmehr Verblichene die Geschäfte des Fraulauterner Amtes in geradezu vorbildlicher und aufopferungsfreudiger Pflichterfüllung. Die Notzeit des [ersten] Weltkrieges sah in ihm den rechten Mann auf verantwortungsreichem Posten. Aber auch in den schweren Jahren der Nachkriegszeit stand Bürgermeister Neis seinen Mann. Trotz der verschiedenen politischen Strömungen hat er es verstanden, die Zügel eines geordneten Verwaltungsapparates so straff und sicher zu halten, daß seine verwaltungspolitischen Maßnahmen die Bewunderung und den Beifall seiner Amtsgenossen und der vorgesetzten Dienststellen fanden. Nach Jahren unermüdlicher Arbeit schied dann mit dem 1. April 1936 der nunmehr Verewigte aus seinem Amte, nachdem im Zuge der kommunalen Neugliederung das Amt Fraulautern aufgelöst und die Gemeinde Fraulautern selbst ein Bestandteil der Stadt Saarlouis geworden war. Trauernd steht die Bevölkerung des Stadtteils Fraulautern an der Bahre ihres langjährigen Amtsbürgermeisters, dessen Andenken bei all denen, die den Verstorbenen gekannt haben, unvergeßlich sein wird.“
Das Grab von Peter Neis und seiner Ehegattin Johanna Neis, geb. Kaspari (geboren am 2. November 1885, gestorben am 15. April 1969) ist noch heute auf dem Alten Friedhof in Fraulautern erhalten.

## Wirtschaft und Infrastruktur
Die Versorgung mit Einzelhandelsgeschäften ist trotz spürbarer Abwanderung in die Stadt und auf die grüne Wiese gut.
Zwei Betriebe der metallverarbeitenden Industrie (Verzinkerei Becker GmbH, Nedschroef Fraulautern GmbH) produzieren in Fraulautern. Ein weiterer großer Arbeitgeber ist die Schokoladenfabrik Ludwig Schokolade GmbH & Co. KG (Trumpf) sowie das Ölwerk Meguin (Liqui Moly).
Fraulautern verfügt über drei Gewerbe- bzw. Industriegebiete: Ostring-Nord, Ostring-Süd sowie Am Güterbahnhof.
Öffentliche Einrichtungen: Vereinshaus, Grundschule Im alten Kloster, Erweiterte Realschule Martin Luther King, zwei Kindergärten.
Sportliche Einrichtungen: Tennisplätze (TCF 1979), Fußballplätze (SV 09), eine Sporthalle (die Damen der 1. Tischtennis-Bundesliga spielen in der Steinrauschhalle).

### Verkehr
Die stark befahrenen Bundesstraßen B51 (Richtung Ensdorf / Bous) und B405 (Richtung Saarwellingen) sowie die Bahnstrecke Trier – Saarbrücken trennen den Ort zu Lasten der Bevölkerung in einzelne Sektoren.
Fraulautern ist durch die Anschlussstelle Saarwellingen-Mitte der A8 (Luxemburg – Salzburg) über das europäische Autobahnsystem erreichbar.
Bis in die Nachkriegszeit fuhr durch Fraulautern eine Straßenbahn. Zudem befand sich in Fraulautern bis 1909 ein Bahnhof der den Ort an das Schienennetz anschloss. Dieser wurde dann in den Stadtteil Roden verlegt, wo er sich heute noch befindet. Anstelle des alten Bahnhofs wurde in Fraulautern ein Güterbahnhof eingerichtet.

## Sonstiges
Abgesehen vom Fraulauterner Ortskern (Bereich der Dreifaltigkeitskirche und Vereinshaus) und der Siedlung Kreuzberg wird der Ort im Volksmund häufig in einzelne Viertel unterteilt. So existiert beispielsweise das Unterdorf (Gegend des alten Klosters), das Gebirgsviertel, der Große Sand oder der Sandberg. Ebenfalls zu erwähnen ist der im 16. Jahrhundert entstandene Name Kirchhofen für die Ortslage um die Apollonia-Kapelle herum. Aus diesem Grund ist die Bezeichnung der Kirchhof, gemeint ist heute der Alte Friedhof in Fraulautern, noch immer üblich.
Im Bereich Großer Sand befindet sich eine Erprobungsstelle der WTD 41 der deutschen Bundeswehr. Bereits vor dem Zweiten Weltkrieg befand sich hier ein Militärflugplatz.